# Whig Party (Verenigd Koninkrijk)
In het verleden waren er in het Verenigd Koninkrijk twee belangrijke politieke partijen: de Tories (nu de Conservative Party), en de Whigs (nu de Liberal Democrats).
De term Whig komt uit de 17e eeuw. In de Schotse burgeroorlog stond de Whiggamore Party tegenover de Kirk Party. De naam Whiggamore was afgeleid van de kreet "whiggam", waarmee ze hun paarden aanspoorden. De leden van de Whiggamore Party werden kortweg Whigs genoemd. Ten tijde van de Exclusion Bill-crisis van 1678-1681 waren de Whigs  voor een uitsluiting van Jacobus VII en II voor de Engelse, Ierse en Schotse troon. De Tories waren tegen.
Beide namen (Tories en Whigs) waren scheldnamen: een "whiggamor" was een veedrijver, en een "tóraidh" was een Ierse term voor een plunderaar.
De Whigs werden geassocieerd met de stedelijke rijken en de niet-kerkelijken. De Tories vertegenwoordigden de adel en andere landbezitters.
In het begin van de Hannoveriaanse periode werden de Whigs de belangrijkste politieke partij in de regering. Tijdens deze periode zijn de Tories bijna uitgestorven als politieke macht. Tijdens de regering van George III veranderde dit, hij bevrijdde zich van de "Whig-magnaten" en een nieuwe Tory-partij ontstond. Ze bestond voornamelijk uit voormalige gematigde Whigs.
Tussen 1783 en 1830 was de Whig-partij in de oppositie.
De Whigs, de (Tory-)volgelingen van Robert Peel en de Radicale partij vormden in de jaren vijftig van de negentiende eeuw de Liberal Party.
In 1988 vormden de Liberal Party en de Social Democrats de Liberal Democrats.
In tegenstelling tot Tory wordt de term Whig niet langer gebruikt.
In 2014 richtte de historicus Waleed Ghani een moderne Whig Party op, die met vier kandidaten aan de lagerhuisverkiezingen van 7 mei 2015 deelneemt. Volgens Ghani is er geen partij meer die de traditionele Whig-waarden uitdraagt, omdat het Britse politieke landschap door conservatisme wordt gedomineerd. Het begrip ‘Whig’ is echter dermate oud, dat vele mensen niet meer begrijpen waar hij het over heeft. Het programma van de moderne Whig-partij is pro-Europees en voor gelijke kansen en streeft naar ‘vooruitgang, intelligentie en fatsoen’.